# عبدالکریم قیسی
عبدالکریم قیسی (عربی: عبد الكريم قيسي؛ زادهٔ ۵ مهٔ ۱۹۸۰) بازیکن فوتبال اهل مراکش بود.
از باشگاه‌هایی که در آن بازی کرده‌است می‌توان به باشگاه فوتبال لیتکس لووچ، باشگاه ورزشی مغرب فاسی، باشگاه فوتبال آپولون لیماسول، باشگاه فوتبال هیرنفین، باشگاه فوتبال روبین کازان، و باشگاه فوتبال مولودیه وجده اشاره کرد.
وی همچنین در تیم ملی فوتبال مراکش بازی کرده‌است.